# Amata cyclopaea
Amata cyclopaea là một loài bướm đêm thuộc phân họ Arctiinae, họ Erebidae.